# RPM (filme)
RPM (também conhecido como R.P.M.) é um filme de ação produzido nos Estados Unidos em 1998, dirigido por Ian Sharp e protagonizado por David Arquette, Emmanuelle Seigner e Famke Janssen.